# Éjaculat
Ne doit pas être confondu avec le sperme.

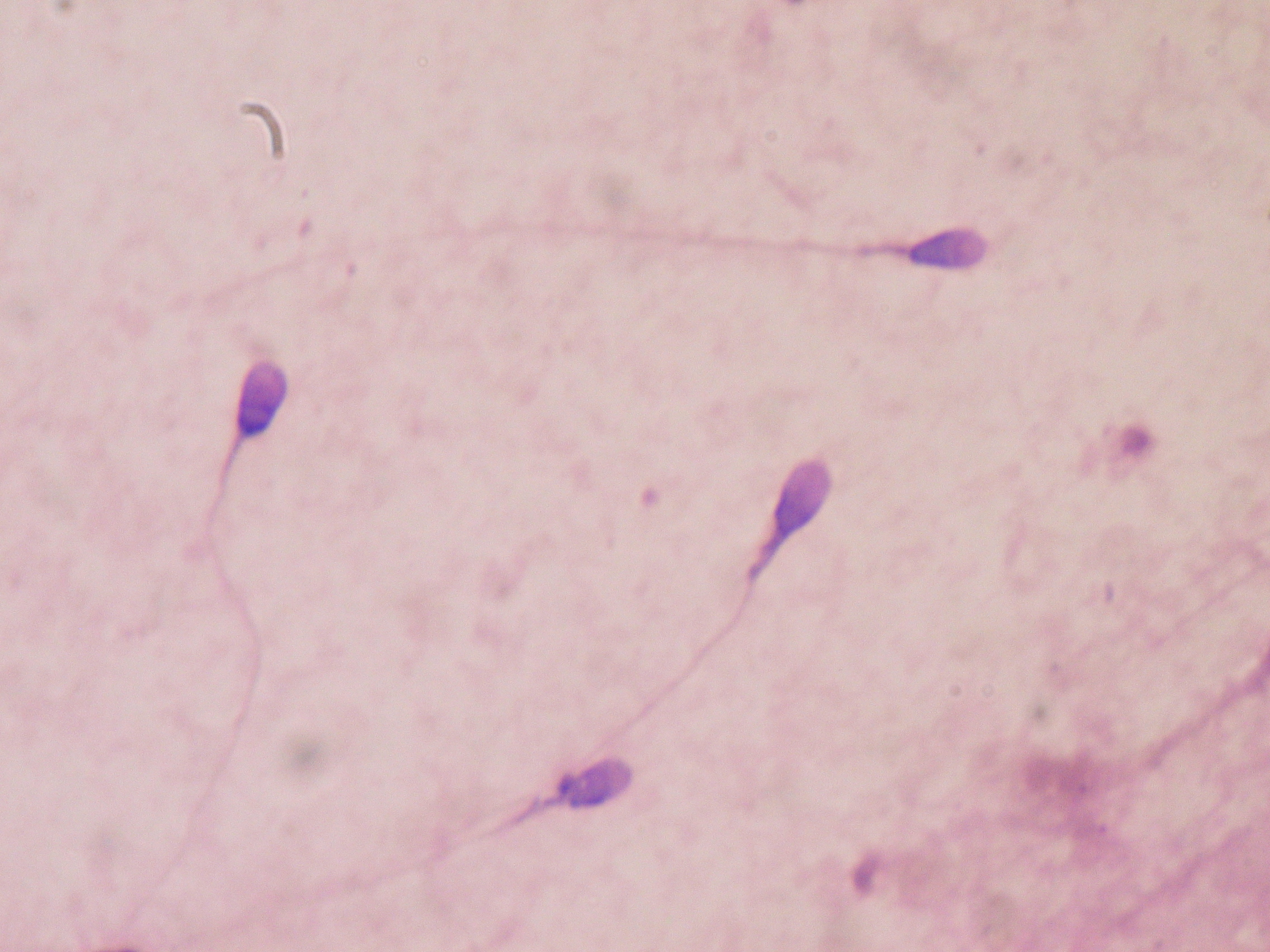
Spermatozoïdes humains.

L’éjaculat correspond à la quantité de sperme émise de façon extemporanée au moment de l'éjaculation. Sa composition varie au fur et à mesure de l'éjaculation, sa première fraction est chez l'homme transparente et liquide, composée d'une faible quantité de fluides sécrétés par les glandes bulbo-urétrales, la seconde fraction est opalescente et moyennement visqueuse (émise par la prostate et ne contenant que quelques spermatozoïdes) alors que la troisième et principale fraction contient un grand nombre de spermatozoïdes (20 millions à 200 millions par éjaculat chez l'homme).
Ce nombre varie beaucoup selon les espèces et subit de fortes variations saisonnières chez certaines espèces. Son volume varie chez l'homme de 2 à 6 ml. Dans le monde animal, il n'y a que peu de liens entre le volume de l'éjaculat et le nombre de spermatozoïdes qu'il contient et sa teneur moyenne en spermatozoïdes varie beaucoup selon les espèces (elle est très concentrée chez les oiseaux qui ne produisent que de faible volumes de sperme. Cette concentration est par exemple de 500 millions/ml chez la caille et 10 milliards/ml chez le dindon).

## Phénomène de l'éjaculation
L'ensemble de la voie excrétrice et des glandes sexuelles annexes participe à la formation du sperme (plasma séminal + spermatozoïdes). 
Sur le plan quantitatif, ce sont les vésicules séminales et la prostate qui produisent l'essentiel du volume, entre 2 et 6 mL, chez l'homme.

## Variations de volume
Ce volume peut varier dans le temps, notamment en fonction de la durée d’abstinence sexuelle qui en augmente à la fois le volume et la concentration en spermatozoïdes dans l'éjaculat. Le volume moyen éjaculé varie de 2mL à 8mL, et peut atteindre 15mL en cas de stimulation prolongée.

## Anomalies
Certaines maladies telles qu'inflammations des testicules ou organes annexes (ex : orchite..) peuvent diminuer le volume d'éjaculat ou le supprimer. 
Un déficit ou excès de certaines enzymes (ex : enzymes protéolytiques) peuvent modifier la capacité normale du sperme à coaguler puis se liquéfier.
Un éjaculat de faible volume peut aussi être un indice d'éjaculation rétrograde et faire croire à tort (lors d'un spermogramme) à une baisse de production de spermatozoïdes ou du volume de sperme ; une éjaculation incomplète ou rétrograde partielle au moment de l'éjaculation peuvent entraîner une oligospermie. Des malformations génitales peuvent aussi perturber l'éjaculation. Certains médicaments peuvent aussi diminuer la quantité ou la qualité du sperme.

### Sources et bibliographie
- Morgan Rouprêt et Matthieu Peycelon, Mémo infirmier Urologie-néphrologie, Issy-les-Moulineaux : Elsevier Masson,  (ISBN 9782294701825)